# استهداف سفينة ميرسك هانغتشو
استهداف سفينة ميرسك هانغتشو هي عملية قامت بها القوات المسلحة اليمنية الموالية لحركة أنصار الله في 30-31 ديسمبر 2023 خلال أزمة البحر الأحمر المرتبطة بحرب إسرائيل على قطاع غزة استهدفت فيها سفينة ميرسك هانغتشو في البحر الأحمر واشتبكت 4 زوارق بحرية من القوات البحرية اليمنية الموالية لحركة أنصار الله مع مروحية أمريكية ما نتج عنه غرق 3 زوارق تابعة للقوات البحرية اليمنية الموالية لحركة أنصار الله ومقتل 10 أفراد على متنها وإصابة 2 على الأقل وتضرر سفينة ميرسك هانغتشو.

## خلفية
عقب عملية طوفان الأقصى واندلاع الحرب الإسرائيلية على قطاع غزة أعلنت حركة أنصار الله وحكومتها في صنعاء دعمهم الكامل للفلسطينيين وللفصائل الفلسطينية في قطاع غزة. وفي 10 أكتوبر 2023، حذر قائد الحركة عبد الملك الحوثي الولايات المتحدة من المشاركة المباشرة في الحرب إلى جانب إسرائيل وهدد بقصف إسرائيل بالطائرات المسيّرة والصواريخ واتخاذِ إجراءاتٍ عسكرية أخرى، وفي 31 أكتوبر 2023 أعلنت القوات المسلّحة اليمنيّة الموالية لحركة أنصار الله  دخول الحرب إلى جانب الفصائل الفلسطينية في قطاع غزة رسميا وأعلنت عن إطلاق دفعة كبيرة من الصواريخ الباليستية والجوالة والطائرات المسيرة باتّجاه إسرائيل، وفي 15 نوفمبر 2023 هدد قائد حركة أنصار الله عبد الملك الحوثي باستهداف السفن الإسرائيلية في البحر الأحمر ومضيق باب المندب. واحتجزت القوات المسلحة اليمنية الموالية لحركة أنصار الله في 19 نوفمبر سفينة غالاكسي ليدر وفي 9 ديسمبر اعلنت القوات المسلحة اليمنية الموالية لحركة أنصار الله الحوثيين منع مرور جميع السفن من جميع الجنسيات المتوجهة من وإلى المواني الإسرائيلية بسبب استمرار الحرب الإسرائيلية على قطاع غزة  وفي 19 ديسمبر أعلن وزير الدفاع الأمريكي من البحرين عقب زيارته إلى إسرائيل عن تشكيل تحالف حارس الازدهار لحماية الملاحة البحرية في البحر الأحمر وخليج عدن من الهجمات التي تشنها القوات الموالية لحركة أنصار الله الحوثيين في اليمن، وشمل التحالف عشر دول.

## الهجوم
في 31 ديسمبرأعلنت القيادة الأمريكية المركزية اشتباك طائرات مروحية أمريكية مع 4 زوارق تابعة للقوات المسلحة اليمنية الموالية لحركة أنصار الله في البحر الأحمر وأضافت أن الزوارق كانت تهاجم سفينة الشحن ميرسك هانغتشو وحاولت الصعود على السفينة وان ثلاثة زوارق غرقت دون ناجيين وان الزورق الرابع انسحب، وقالت وكالة فرانس برس إن عشرة أفراد من القوات المسلحة اليمنية الموالية لحركة أنصار الله قتلوا وفردان اصيبو بجراح في الاشتباكات مع المروحيات الأمريكية وفي نفس اليوم أصدرت القوات المسلحة اليمنية الموالية لحركة أنصار لله الحوثيين بيان قالت فيه إن القوات الأمريكية اعتدت على ثلاثة زوارق تابعة للقوات البحرية خلال ممارستها عمليتها في حماية الملاحة الدولية واعتراض السفن المتجهة إلى إسرائيل وأكدت "استشهاد وفقدان عشرة أفراد من منتسبي القوات البحرية"، وأعلنت في بيان آخر استهداف سفينة ميرسك هانغزو بصواريخ بحرية بعد تجاهل طاقم السفينة للنداءات التحذيرية وأشارت إلى أن السفينة كانت متجهة إلى إسرائيل.
وقال رئيس مجلس الأمن القومي الأمريكي جون كيربي إن الولايات المتحدة لا تسعى إلى صراع أوسع في الشرق الأوسط وأنها "لا تسعى إلى صراع مع الحوثيين" في اليمن، وأشار إلى أن أفضل نتيجة هي أن "يتوقف الحوثيين عن هجماتهم" ضد السفن البحر الأحمر.